# Hans Kyle (död 1583)
Hans Kyle, född på 1500-talet, död 1583, var en svensk riddare och militär.

## Biografi
Hans Kyle var son till Klas Kyle och Margareta Pedersdotter (Fargalt). Kyle förseglade 18 januari 1544 Västerås arvföreningen och blev 27 oktober 1555 slottsloven på Viborgs slott. Han föreslogs i juni 1556 till mönsterherre och förseglade 30 juni 1561 Gustav Vasas testamente, samt ständernas beslut 15 april 1561. Kyle blev 1561 amiral över flottan på Livlands farvatten och dubbades 29 juni 1561 till riddare vid kung Eriks kröning. Han var 31 januari 1564 bisittare i konungens nämnd vid rannsakningen med Olof Gustafsson Stenbock och var mellan 1563–1565 hövitsman på skeppet Engeln. Kyle var mellan 1566–1567 hövitsman på skeppet Herkules och deltog 1567 vid frälset utan råds i ständernas annullering av den över den anklagade herrarna i Uppsala, fällda domen. Han blev 10 juli 1569 riddare av Guds Lambs orden vid kung Johan III:s kröning och var mellan 1570–1571 hövitsman på skeppet Sankt Erik. Kyle var även från 26 juni 1570 underamiral i Claes Flemings flotta och blev 6 maj 1572 slottsloven på Stockholms slott. Han blev 28 augusti 1573 28 augusti 1573 krigskommissarie i Livland, 1575 lagman i Södermanlands lagsaga och blev åter 19 mars 1580 slottsloven på Stockholms slott. Han blev 19 mars 1582 ståthållare på Stockholms slott. Kyle avled 1583 och begravdes i Brännkyrka kyrka.
Han var även väktare år kung Erik XIV.

### Egendom
Kyle ägde Erstavik i Nacka socken, Älvgärde i Rasbo socken och Drättinge i Dädesjö socken. Han hade mellan 1561–1568 Frustuna socken i förläning.

### Familj
Kyle gifte sig första gången med Karin Kagg, dotter till hövitsmannen Nils Kagg och Anna Pedersdotter (Örnflycht).
Han gifte sig andra gången med friherrinnan Anna Oxenstierna, dotter till riksrådet och riksmarsken Gabriel Kristiernsson (Oxenstierna) och Beata Trolle. De fick tillsammans barnen kaptenen Erik Kyle vid flottan, hovmästarinnan Carin Kyle som var gift med slottsloven Göran Stake och riksrådet och landshövdingen Bo Ribbing i Värmlands län och Claes Kyle. Efter Kyles död gifte Oxenstierna om sig med häradshövdingen Lage Posse i Rasbo härad.